# Kontroversteologi
Kontroversteologi är bruket att systematiskt framställa de teologiska skillnaderna mellan olika kristna konfessioner.
Kontroversteologin uppkom i samband med reformationen och den tridentinska reformen och då framför allt i polemiskt syfte. Den första lärostolen i kontroversteologi grundades i Rom 1576. Under andra hälften av 1500-talet så undervisades de svenska teologistudenterna ofta i detta ämne, inte minst av David Chytraeus, "Sveriges lärare", i Rostock.
I nutiden är kontroversteologin ekumeniskt inriktad och syftar till att klarlägga vilka hinder som föreligger för kristen enhet. 